# Vander-Elst-Visum
Das Vander-Elst-Visum ist ein Visum, das Nicht-EU-Bürgern den vorübergehenden Aufenthalt in einem Mitgliedstaat der Europäischen Union erlaubt. Sofern ein Ausländer in einem Entsendeland, das Mitglied der Europäischen Union oder des Europäischen Wirtschaftsraumes ist, ordnungsgemäß beschäftigt ist und vorübergehend, unter Beibehaltung der arbeitsrechtlichen Bindung zu seinem entsendenden Arbeitgeber, im Bundesgebiet tätig ist, erhält er für den Aufenthalt in Deutschland ein Vander-Elst-Visum. Diese Visa werden von den Auslandsvertretungen ohne Zustimmung der Bundesagentur für Arbeit erteilt, sind jedoch keine Aufenthaltstitel im Sinne des § 4 Aufenthaltsgesetzes.

## Entscheidung des Europäischen Gerichtshofs
Das Visum ist nach Raymond Vander Elst benannt, einem in Belgien ansässigen Arbeitgeber belgischer Staatsangehörigkeit. In dessen Unternehmen waren auch Marokkaner beschäftigt, die einen rechtmäßigen Arbeitsvertrag hatten und auch sozialversichert waren. 1989 wollte Vander Elsts Unternehmen einen Auftrag in Reims (Frankreich) annehmen. Dabei sollten auch die marokkanischen Mitarbeiter eingesetzt werden. Die französischen Behörden stellten jedoch fest, dass die Marokkaner für Frankreich weder ein Visum noch eine Arbeitsgenehmigung hatten. Der Europäische Gerichtshof entschied letztendlich, dass Arbeitnehmer, die legal in einem europäischen Land wohnen und arbeiten, für einen kurzen Zeitraum in ein anderes europäischen Land geschickt werden dürfen, um auch dort Dienstleistungen zu erbringen. Voraussetzung ist, dass sie ein Einreisevisum, einen Aufenthaltstitel und eine Arbeitsgenehmigung für das Land haben, in dem sie sich üblicherweise aufhalten.
Die Einreise- und Aufenthaltserlaubnis für das Zweitland wurde nach dem Kläger Vander-Elst-Visum genannt. Beantragt werden kann es bei einem Konsulat des empfangenden Landes. Die meisten Konsulate bieten eine vereinfachte Prozedur.
Das Vander-Elst-Visum verwirklicht die Dienstleistungsfreiheit im Sinne der Art. 56 und Art. 57 des Vertrags über die Arbeitsweise der Europäischen Union (AEUV).